# Rhacophorus belalongensis
Espèce
Rhacophorus belalongensis est une espèce d'amphibiens de la famille des Rhacophoridae.

## Répartition
Cette espèce est endémique du Brunei, sur l'île de Bornéo. Elle se rencontre dans le bassin de la confluence des rivières Sungai Temburong et Sungai Belalong dans le district de Temburong.

## Description
Rhacophorus belalongensis mesure jusqu'à 30 mm pour les mâles et jusqu'à 38 mm pour les femelles. Il s'agit d'une espèce arboricole.

## Étymologie
Son nom d'espèce, composé de belalong et du suffixe latin -ensis, « qui vit dans, qui habite », lui a été donné en référence au lieu de sa découverte, le bassin de la rivière Sungai Belalong.

## Publication originale
- Dehling & Grafe, 2008 : A new treefrog of the genus Rhacophorus (Anura: Rhacophoridae) from Brunei Darussalam (Borneo). Salamandra, vol. 44, no 2, p. 101-112.